# Chaetadelpha wheeleri
Chaetadelpha wheeleri là một loài thực vật có hoa trong họ Cúc. Loài này được A.Gray ex S.Watson mô tả khoa học đầu tiên năm 1873.